# Ordine del Giglio
Il cosiddetto Ordine del Giglio di Francia (Décoration du Lys, France) è stata un'onorificenza militare della restaurazione francese di primo Ottocento concessa ai benemeriti della guardia nazionale.

## Storia

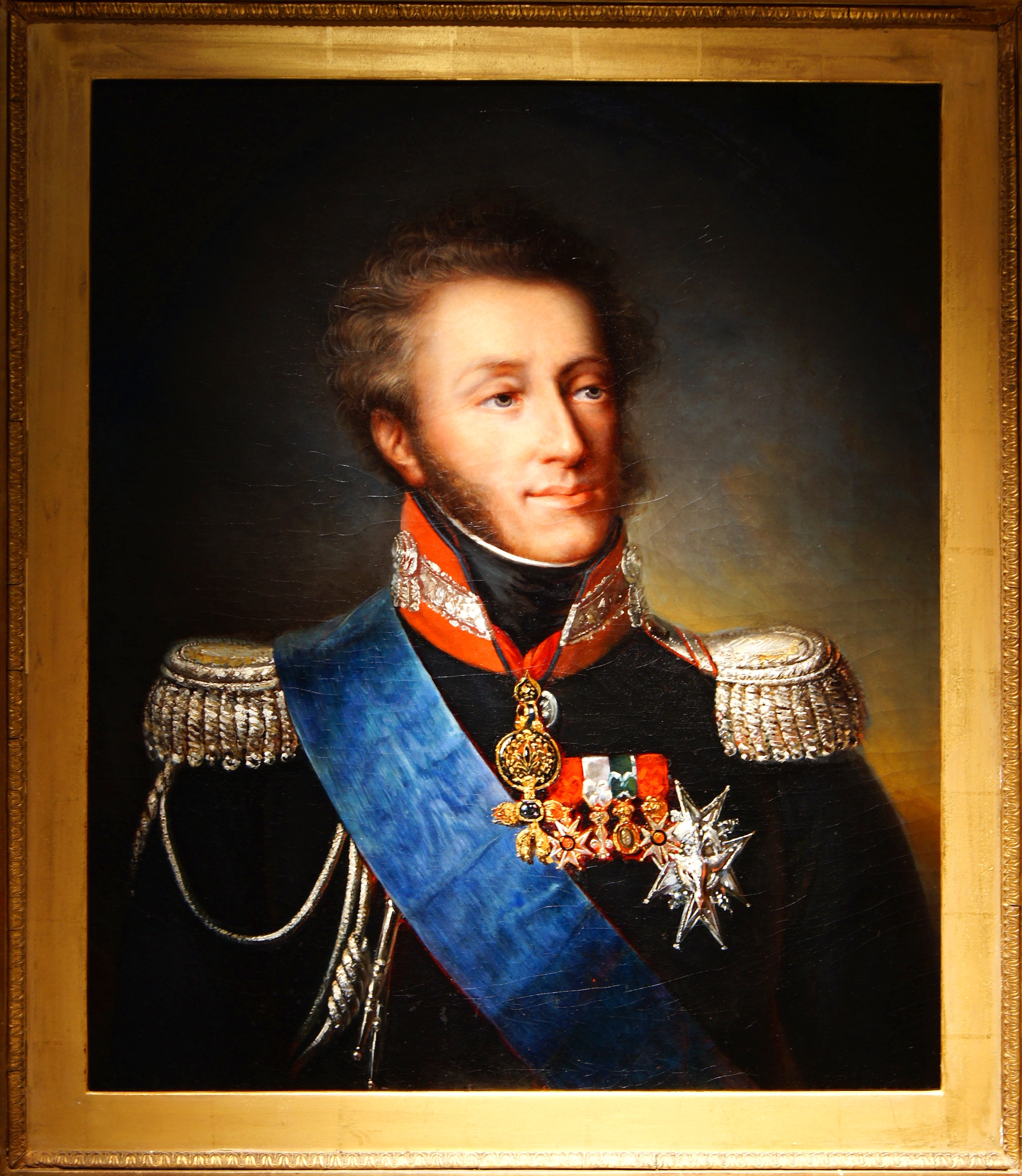
Luigi Antonio di Borbone-Francia, duca d'Angoulême in un ritratto della prima metà dell'Ottocento. Si noti, appuntata sul petto, la seconda da sinistra, la medaglia dell'Ordine del Giglio.

La decorazione venne istituita da Carlo Filippo di Borbone-Francia, conte d'Artois, il quale fu luogotenente generale del Regno di Francia sino al ritorno al potere di Luigi XVIII dopo la cacciata di Napoleone. Esso venne fondato il 26 aprile 1814 ed era destinato a ricompensare i membri della Guardia Nazionale di Parigi per il loro "coraggio nella difesa di Parigi" oltre che per i "servizi come guardia provvisoria del Re e della Famiglia Reale", riconoscendo dunque a questo organo di polizia il fondamentale ruolo di difesa in periodi bui e confusi
L'onorificenza divenne presto molto popolare dal momento che venne concessa a molti e non esclusivamente dal re, ma anche dalle alte personalità della famiglia reale come i duchi di Angouleme e Berry. Per tali motivi, l'onorificenza non fu mai concepita come un vero e proprio ordine, ma prese tale nome indicativo dalla presenza di una registrazione ad un albo per gli iscritti a tale premio
L'ordine non è stato più concesso dal 1820 ed è stato annullato col crollo della monarchia borbonica francese nel 1830.

## Caratteristiche della medaglia

### Nastri

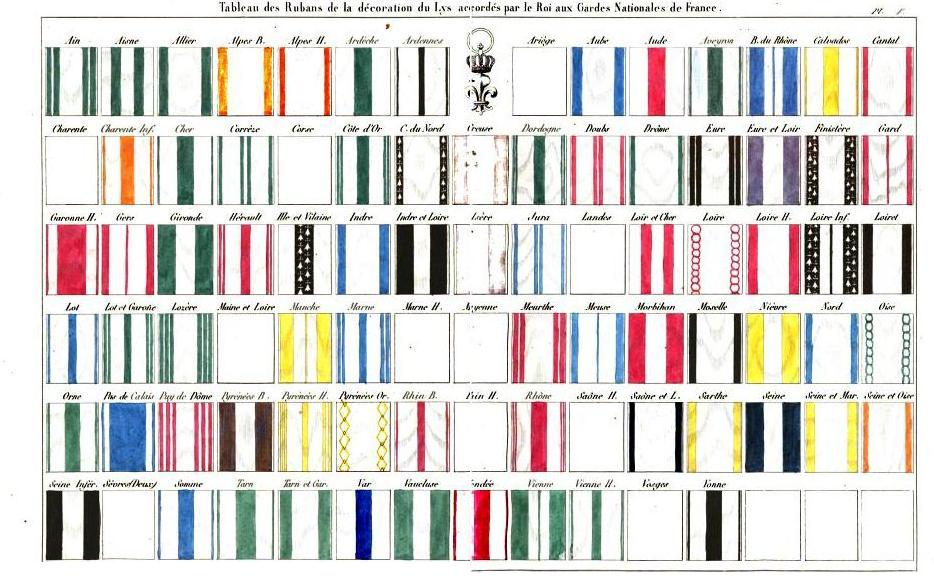
Tabella riassuntiva dei nastri Decorazione Lys per reparto.

- Ordinanza del 26 aprile 1814: un semplice nastro bianco.
- Ordinanza del 9 maggio 1814: un nastro moiré bianco con una coccarda bianca; ma per distinguere la guardia nazionale di Parigi, le armi della capitale potevano essere ricamate o cucite sul nastro.
- Ordinanza del 5 agosto 1814: il nastro della Guardia Nazionale di Parigi divenne bianco con, su ogni bordo, un bordo blu di 2 mm.
- Ordinanza del 5 febbraio 1816: le guardie nazionali dipartimentali indossavano la decorazione Lys sospesa da un nastro specifico per ogni dipartimento. Degli 86 dipartimenti del regno, solo 12 conservarono il nastro bianco originale.